# Гевондян, Рубен Саркисович
Рубен Саркисович Гевондян (арм. Ռուբեն Սարգսի Ղևոնդյան, 6 января 1942 года, Ереван — 22 мая 2019 года, Ереван) — советский и армянский художник, заслуженный художник Республики Армения (2011). Утвердился как станковист и театральный художник-постановщик (сценограф).
Родился 6 января 1942 года в Ереване. В 1964 году закончил Ереванский государственный художественно-театральный институт, с того же года принимал участие в многочисленных выставках. Является членом Союза художников Армении. 24 мая 2011 года Указом Президента Республики Армения по случаю Дня Первой Республики (28 мая). Рубену Гевондяну было присвоено почетное звание заслуженного артиста Республики Армения. Жил на улице Туманяна в Ереване.Родился  Умер 22 мая 2019 года в возрасте 77 лет.
Автор работ «Литейщики» («Ձուլողներ», 1967, Национальная картинная галерея Армении), «Перспектива» («Հեռանկար»), «Астрофизики» («Աստրոֆիզիկներ»), «Эксперимент» («Էքսպերիմենտ»), «Полёт» («Թռիչք»), «Гранат» (), «Портрет девочки» (), «Звёздный час» (Удмуртский республиканский музей изобразительных искусств), «Ани» (частная коллекция) и других. Оформил ряда спектаклей, в том числе, Г. Чаликяна «Мы, они и другие» (режиссёр Рачья Капланян, Ереванский драматический театр, 1970). Решенные в готических формах декорации к опере «Иоланта» в Театре оперы и балета имени А. Спендиарова и красочные витражи были высоко отмечены критикой во время гастролей театра в Москве в 1976 году. Является автором иллюстраций к сказке Ованеса Туманяна «Капля меда», а также карандашных фресок в читальном зале Национальной детской библиотеки имени Хнко-Апера. Он в этой библиотеке также оформил образами героев сказок несколько залов («Комнату сказок» и другие).